# Lucius Faenius Rufus
Lucius Faenius Rufus († April 65) war ein hoher römischer Offizier.
Faenius Rufus war in den Jahren 55 bis 62 Praefectus annonae von Rom. Nach den Berichten des Tacitus bereicherte er sich bei der Ausübung des Amtes nicht, was als eine Ausnahme galt. Nach dem Tod von Sextus Afranius Burrus wurde Faenius Rufus zusammen mit Tigellinus zum Prätorianerpräfekten ernannt.
Im Jahr 65 war er einer der Mitverschwörer der Pisonischen Verschwörung gegen den Kaiser Nero. Zunächst ging er jedoch selbst gegen die Verschwörer vor, um sein Leben zu retten. Seine Beteiligung an der Verschwörung wurde jedoch aufgedeckt, und er wurde auf Befehl Neros hingerichtet.